# Ocotea sodiroana
Ocotea sodiroana är en lagerväxtart som beskrevs av Carl Christian Mez. Ocotea sodiroana ingår i släktet Ocotea och familjen lagerväxter. Inga underarter finns listade i Catalogue of Life.